# Naryciodes posticalis
Naryciodes posticalis är en fjärilsart som beskrevs av Matsumura 1931. Naryciodes posticalis ingår i släktet Naryciodes och familjen snigelspinnare. Inga underarter finns listade i Catalogue of Life.